# 松木玖生

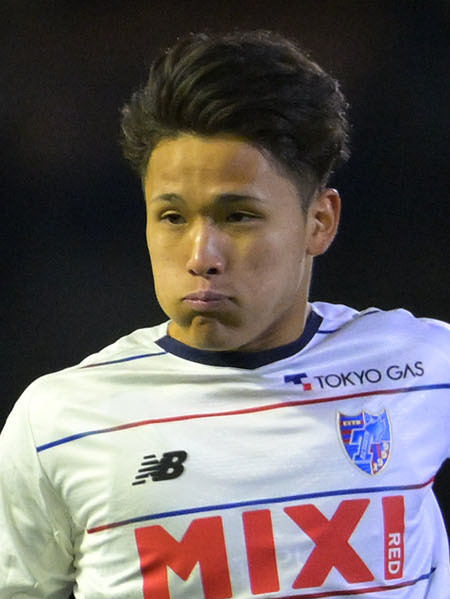
FC東京でプレーする松木玖生(2022)

松木 玖生（まつき くりゅう、2003年4月30日 - ）は、北海道室蘭市出身のプロサッカー選手。EFLチャンピオンシップ・サウサンプトンFC所属。ポジションはミッドフィールダー（攻撃的ミッドフィールダー、センターハーフ）。

## 経歴

### プロ入り前
2003年、室蘭市に生まれる。サッカーをする兄がおり、兄が所属する地元の室蘭大沢FCの練習を母と見学していた6歳の時に同クラブの監督から「サッカーやってみない？」と誘われて入団。大沢FCでの練習は走りのメニューが多く、最後まで諦めない心を磨いた。小学2年で初めて試合に出場した時のポジションはゴールキーパーだった、小学3年からフィールドプレイヤーとしてプレーし始めた。
中学生になると青森山田中学校に進学。青森山田中では2年次に全国中学校サッカー大会で優勝。3年次には高校生の練習に交じり、高校年代の大会に出場するようになった。
2019年、青森山田高等学校に進学し、1年次から全国高等学校サッカー選手権大会に出場し、全国に名を広める。また、2021年初めにはフランスのオリンピック・リヨンの練習に参加し、海外からも注目される存在になる。
2021年10月、もともとは欧州志向の強い選手だったが、国内のビッグクラブで自分のベースを作り、Jリーグ優勝に貢献したいという気持ちもあり、J1リーグのFC東京に加入することが決まった。FC東京入り決断の動機として同クラブ所属で海外の強豪クラブを渡り歩いた長友佑都の影響があった。
第100回全国高等学校サッカー選手権大会では、準決勝、決勝で2試合連続ゴールを決めるなど、合計4点を決めて、優勝に貢献した。

### FC東京
2022年シーズンよりFC東京に正式加入。2月18日の川崎フロンターレ戦で、高体連出身選手としてはクラブ史上初となる開幕戦先発デビューを飾った。5月3日、第11節のアビスパ福岡戦でプロ入り初ゴールを決めた。
2024年シーズンには、年長の森重真人・小泉慶との3人体制ながらチームキャプテンに就任した。7月13日 、海外移籍の手続きのためにチームを離脱した。

### ギョズテペSK
2024年7月30日、サウサンプトンFCに完全移籍が発表された。初年度はトルコのギョズテペSKに期限付き移籍。11月30日、コンヤスポル戦で移籍後初ゴールを決め、主力に定着しつつあるという評価を得る。

### 代表
2022年3月18日、大岩剛監督体制として初の国際試合となるドバイ杯U-23に臨むパリ五輪世代のU-21日本代表に飛び級で選出された。2023年11月1日、カタールのドーハで行われたアジアサッカー連盟(AFC)のAFCアニュアルアウォーズ2022にてAFC年間最優秀ユース選手賞(男子)を初受賞。
U-23代表の主力だったが、海外移籍直前だったことも影響してパリ五輪のメンバーからは落選した。

## プレースタイル
- プロ入りの際のクラブインタビューにて自身のプレーを分析し、「自分の特長はボックス・トゥ・ボックス（自陣PAと相手PAまでを豊富な運動量で行き来するプレースタイル）だと思っているのでそこを見てほしい。強度を持ったディフェンスや、ボランチでも得点に関わり、うまく味方を使いながらオーバーラップしたり、そこは見てほしいところです。」と述べている[20]。
- 攻撃的ミッドフィールダーのトップ下やインサイドハーフなどの位置に加えて守備的ミッドフィールダーも出来[21]、更にはフォワードや左サイドバックでの起用もあった[22]。
- プレーの意外性や創造性ではなく、フィジカルの強さを武器にしている[23]。

## プライベート
2023年9月22日、一般女性と結婚した。 チーム公式サイトで「 私事ではございますが、このたび入籍をいたしました。これまで以上に責任と自覚を持ち、チーム、ファン・サポーター、そして妻のためにプレーします。引き続き応援よろしくお願いします。」とコメントしている。

## 所属クラブ
- 室蘭大沢FC
- 青森山田中学校
- 青森山田高校
- 2022年-2024年  FC東京
- 2024年-  サウサンプトンFC
  - 2024年-2025年6月  ギョズテペSK（期限付き移籍）

## 個人成績
| 国内大会個人成績 | 国内大会個人成績 | 国内大会個人成績 | 国内大会個人成績 | 国内大会個人成績 | 国内大会個人成績 | 国内大会個人成績 | 国内大会個人成績 | 国内大会個人成績 | 国内大会個人成績 | 国内大会個人成績 | 国内大会個人成績 |
| 年度             | クラブ           | 背番号           | リーグ           | リーグ戦         | リーグ戦         | リーグ杯         | リーグ杯         | オープン杯       | オープン杯       | 期間通算         | 期間通算         |
| 年度             | クラブ           | 背番号           | リーグ           | 出場             | 得点             | 出場             | 得点             | 出場             | 得点             | 出場             | 得点             |
| 日本             | 日本             | 日本             | 日本             | リーグ戦         | リーグ戦         | リーグ杯         | リーグ杯         | 天皇杯           | 天皇杯           | 期間通算         | 期間通算         |
| ---------------- | ---------------- | ---------------- | ---------------- | ---------------- | ---------------- | ---------------- | ---------------- | ---------------- | ---------------- | ---------------- | ---------------- |
| 2022             | FC東京           | 44               | J1               | 31               | 2                | 0                | 0                | 0                | 0                | 31               | 2                |
| 2023             | FC東京           | 7                | J1               | 22               | 1                | 3                | 0                | 3                | 1                | 28               | 2                |
| 2024             | FC東京           | 7                | J1               | 18               | 2                | 1                | 0                | 1                | 1                | 20               | 3                |
| 通算             | 日本             | 日本             | J1               | 71               | 5                | 4                | 0                | 4                | 2                | 79               | 7                |
| 総通算           | 総通算           | 総通算           | 総通算           | 71               | 5                | 4                | 0                | 4                | 2                | 79               | 7                |

- Jリーグ初出場 - 2022年2月18日 J1第1節 川崎フロンターレ戦（等々力陸上競技場）
- Jリーグ初得点 - 2022年5月3日 J1第11節 アビスパ福岡戦（ベスト電器スタジアム）

## タイトル

### クラブ
青森山田中学校
- 全国中学校サッカー大会：1回（2017年）

青森山田高校
- 高円宮杯 JFA U-18サッカープレミアリーグEAST：2回（2019年、2021年）
- 高円宮杯 JFA U-18サッカープレミアリーグファイナル：1回（2019年）
- 全国高等学校総合体育大会サッカー競技大会：1回（2021年）
- 全国高等学校サッカー選手権大会：1回（2022年）

### 代表
U-21日本代表
- ドバイカップU-23（2022年）

U-23日本代表
- AFC U23アジアカップ（2024年）

### 個人
- 全国高等学校サッカー選手権大会・優秀選手：3回（2019年、2020年、2021年）
- 全国高等学校総合体育大会サッカー競技大会・優秀選手（2021年）
- 全国高等学校総合体育大会サッカー競技大会・得点王（2021年）
- AFC年間最優秀ユース選手賞(2023年)

## 代表歴
- U-15日本代表
  - EAFF U15ボーイズトーナメント（2018年）
- U-16日本代表
  - U-16インターナショナルドリームカップ（2019年）
- U-17日本代表
  - 日本ASEAN 青少年交流大会（2020年）
- U-19日本代表
  - スペイン遠征（2022年）
- U-20日本代表
  - AFC U20アジアカップ（2023年）
  - FIFA U-20ワールドカップ（2023年）
- U-21日本代表
  - ドバイカップU-23（2022年）
  - AFC U23アジアカップ（2022年）
- U-22日本代表
  - AFC U-23アジアカップ予選（2021年）
  - AFC U23アジアカップ予選（2023年）
- U-23日本代表
  - AFC U23アジアカップ2024（2024年）

## 出演

### テレビアニメ
- 名探偵コナン（2023年、本人役[26][27]）